# Іван Андрійович (княжич углицький)
Іван (Іоанн) Андрійович, святий Ігнатій Прилуцький (прибл. 1477 — 19 травня 1523) — син углицького князя Андрія Васильовича Горяя. 
Після ув'язнення князя Андрія (1492), великий князь Іван III заточив і його дітей Івана та Дмитра в Переславлі-Залєському. Углицький літопис передає, нібито угличани, незадоволені утисками великокнязівського намісника, підготували змову для звільнення дітей Андрія, але великий князь випередив їх, розселивши по інших містах багатьох углицьких громадян. 
Після смерті батька (1493) братів перевели в Спасо-Прилуцький монастир під Вологдою, де Іван помер у кайданах 19 травня 1523 під ім'ям схимонаха Ігнатія. Пізніше православна церква віднесла його до лику святих. Дмитро помер там же після 1540.